# El Turó de la Peira
El Turó de la Peira es uno de los trece barrios que integran el distrito de Nou Barris de Barcelona. Tiene una superficie de 0,35 km² y una población de 16 295 habitantes (2023).
Entre sus atractivos se encuentran su turó (colina) y el colorido ambiente de las calles.

## Caso de los problemas de edificación del Turó de la Peira
Al inicio de la década de los 60, la extensión del parque se vio reducida a causa de la construcción de viviendas del Turó de la Peira sobre un plan parcial. Los bloques de pisos resultantes rodean la colina y tienen un aspecto característico por las filas simétricas de las ventanas, la inexistencia de elementos decorativos en las fachadas y las formas a veces curvadas de los edificios configurando la forma circular del barrio, adaptándose a la orografía del terreno.
El barrio del 'Turó de la Peira' es uno de los principales afectados en la ciudad de Barcelona por la aluminosis, que se podría definir como "patología que sucede cuando el hormigón utilizado pierde sus propiedades haciéndose menos resistente y más poroso, por lo que el agua puede acceder al interior causando el óxido y la corrosión sobre el acero, poniendo así en peligro la estabilidad del edificio". Esta patología del hormigón afecta en grados diferentes los polígonos de viviendas del distrito. 
En el caso del 'Turó', el derrumbamiento de un edificio el año 1990 fue determinante a la hora de concienciar a los ciudadanos y las administraciones de la necesidad inminente de llevar a cabo la remodelación de estos barrios. La empresa pública 'Regesa' es la encargada de la remodelación total o parcial de las viviendas afectadas, y numerosos vecinos y vecinas del barrio han pasado a ocupar los nuevos pisos que se construyen a medida que se derrumban los bloques más severamente afectados por la aluminosis.
Las asociaciones y plataformas de vecinos del barrio del 'Turó de la Peira' participan activamente en el asunto. Entre ellas, destaca la plataforma SOS Turó de la Peira, opuesta al derrumbamiento de los edificios y reclamando nuevos informes sobre el estado de las viviendas y reclamando al Ajuntament que se haga cargo del importe de las reformas estructurales.

## Parque Municipal Turó de la Peira
El parque del Turó de la Peira está ubicado en el distrito de Nou Barris y es el más antiguo y natural de la zona, ya que fue inaugurado en el año 1936. Abarca una superficie de casi 8 hectáreas de matorrales y pinares frondosos destacables sobre otras especies de plantas situados en la parte más occidental del barrio al cual el parque da nombre. La colina pertenecía a la finca de Can Peguera, que da nombre al barrio colindante.
Al principio de los años sesenta la extensión del parque se vio reducida a causa de la rápida construcción de viviendas, sobre la base de un plan parcial típico de la época predemocrática, con una urbanización sin servicios y con viviendas de mala calidad. No fue hasta 1977 cuando se procedió a la replantación de la zona afectada. La zona superior sí sobrevivió, igual que lo hizo durante la Guerra Civil. En marzo de 2007 se realizó una rehabilitación integral del parque y se actualizaron todos sus servicios e infraestructuras.
Coronado por un mirador con una gran cruz metálica, desde donde podremos observar gran parte del distrito y de buena parte de la ciudad de Barcelona. En su interior caminos empinados entre pinos o escaleras facilitan el acceso a sus diferentes servicios.
Cuenta con área de juegos infantiles, mesas de ping-pong, pista de baloncesto, de voleibol y de fútbol, área para perros, lavabos y aparcamiento, así como numerosas fuentes y bancos y áreas con mesas y sillas para pícnic.